# Corine Petit
Corine Cécile Petit, nota come Corine Franco fino al 2014 (La Rochelle, 5 ottobre 1983), è un'opinionista ed ex calciatrice francese, di ruolo difensore.

## Biografia
Nel giugno del 2009, insieme alle compagne di nazionale Gaëtane Thiney e Sarah Bouhaddi, ha posato per una serie di foto senza veli per attirare l'attenzione dei media sul calcio femminile.
Nel gennaio del 2014 ha ripreso il suo cognome da nubile, Petit.

## Carriera

### Nazionale
Il 22 febbraio 2003 ha esordito con la nazionale francese maggiore, in una partita persa per 1-2 contro la Cina.

## Palmarès

### Club

#### Competizioni nazionali
- Campionato francese: 10

Olympique Lione: 2008-2009, 2009-2010, 2010-2011, 2011-2012, 2012-2013, 2013-2014, 2014-2015, 2015-2016, 2016-2017, 2017-2018
- Coppa di Francia: 6

Olympique Lione: 2011-2012, 2012-2013, 2013-2014, 2014-2015, 2015-2016, 2016-2017

#### Competizioni internazionali
- UEFA Women's Champions League: 5

Olympique Lione: 2010-2011, 2011-2012, 2015-2016, 2016-2017, 2017-2018
- Mondiale per club: 1

Olympique Lione: 2012

### Nazionale
- Cyprus Cup: 2

2012, 2014